# Lissodema lituratum
Lissodema lituratum es una especie de coleóptero de la familia Salpingidae.

## Distribución geográfica
Habita en Europa.